# Emma Brockes
Emma Brockes (* 1975) ist eine britische Journalistin und Schriftstellerin.  

## Leben
Emma Brockes studierte Englisch am College St Edmund Hall der Oxford University und schloss ihr Studium 1997 ab. Sie arbeitete danach fest als Redakteurin bei der Tageszeitung The Guardian und erhielt mehrere Journalistenpreise, darunter den  Philip Geddes Prize, einen Oxford University Annual Award, den 2001 Young Journalist of the Year – British Press Award und sie war im Jahr 2002 Feature Writer of the year. 
Ihr erster Roman erschien 2007. Sie ist seither freischaffende Schriftstellerin und Journalistin und schreibt weiterhin für den Guardian und die New York Times. Sie lebt in New York City.

## Werke (Auswahl)
- What Would Barbra Do? : how musicals changed my life? New York : HarperCollins, 2007
- She left me the gun : my mother's life before me. Penguin, 2013 
  - Sie ging nie zurück : die Geschichte eines Familiendramas. Übersetzung Sophie Zeitz. München : Deutscher Taschenbuch-Verlag, 2014 ISBN 978-3-423-26016-9
- An Excellent Choice: Panic and Joy on my Solo Path to Motherhood. New York : Penguin Books, 2019